# Salar del Hombre Muerto
Salar del Hombre Muerto je slanište u Argentini, u departmanu Antofagasta de la Sijera na granici između provincija Salta i Katamarka. Pokriva površinu od 600 km2 (230 sq mi) i delimično je prekriveno krhotinama. Tokom pleistocena ponekad je bilo jezero, ali danas su samo delovi slaništa prekriveni višegodišnjim vodenim telima. Glavna pritoka je Rio de los Patos.
Deo Litijumskog trougla slaništa, Salar del Hombre Muerto je jedan od najvažnijih svetskih izvora litijuma, elementa ključnog za proizvodnju litijum-jonskih baterija, koje su veoma važne u tehnologiji obnovljive energije i električnih automobila.

## Geografija i geomorfologija
Salar del Hombre Muerto je slanište veličine 600 km (370 mi) sa nepravilnim ivicama koje podsećaju na kvadrat. Na severu se nalazi izduženo, usko poluostrvo Lanja Negra ili poluostrvo Tinkalaju, dok sa jugoistočne strane strši poluostrvo de Hombre Muerto u obliku nakovnja. Između njih se nalazi centralno ostrvo po imenu Faralon Katal sa površinom od 72 km2 (28 sq mi) koje razdvaja Hombre Muerto na dve polovine, istočnu i zapadnu; istočni deo (poznat i kao Salar de Vida) prekriven je krhotinama, dok je zapadni deo prekriven evaporitima sa poligonalnim izgledom površine. Druga dva ostrva su Tetas de la Pačamama u istočnom i Cero Oskuro u južnom sektoru Salara. Otvoreno vodno telo pokriva 65 km2 (25 sq mi) u istočnom delu. U blizini Salar del Hombre Muerto nalazi se deset potencijalnih udarnih kratera prečnika 90—250 m (300—820 ft) koji su se mogli formirati tokom poslednjih 500.000 godina i svakako vrlo nedavno, iako bi takođe mogli biti kolapsne strukture u ispod aluvijalne lepeze.

## Literatura
- Alonso, Ricardo Narciso (јул 2012). „Icnitas de aves en depósitos de boratos y su contribución a la reconstrucción paleoambiental”. Muséum d'Histoire Naturelle; Revue de Paléobiologie. ISSN 0253-6730.
- DeCelles, P.G.; Zandt, G.; Beck, S.L.; Currie, C.A.; Ducea, M.N.; Kapp, P.; Gehrels, G.E.; Carrapa, B.; Quade, J. (2014-11-20), „Cyclical orogenic processes in the Cenozoic central Andes”, Geological Society of America Memoirs (на језику: енглески), Geological Society of America, стр. 459—490, ISBN 9780813712123, doi:10.1130/2015.1212(22)
- Garrett, Donald E. (1998), „Lake or Brine Deposits”, Borates (на језику: енглески), Elsevier, стр. 227—253, ISBN 9780122760600, doi:10.1016/b978-012276060-0/50006-1, Приступљено 2019-05-17
- Godfrey, L.V; Jordan, T.E; Lowenstein, T.K; Alonso, R.L (мај 2003). „Stable isotope constraints on the transport of water to the Andes between 22° and 26°S during the last glacial cycle”. Palaeogeography, Palaeoclimatology, Palaeoecology. 194 (1–3): 299—317. Bibcode:2003PPP...194..299G. doi:10.1016/S0031-0182(03)00283-9.
- Godfrey, L.V.; Chan, L.-H.; Alonso, R.N.; Lowenstein, T.K.; McDonough, W.F.; Houston, J.; Li, J.; Bobst, A.; Jordan, T.E. (новембар 2013). „The role of climate in the accumulation of lithium-rich brine in the Central Andes”. Applied Geochemistry. 38: 92—102. Bibcode:2013ApGC...38...92G. doi:10.1016/j.apgeochem.2013.09.002. hdl:11336/3169 .
- Kesler, Stephen E.; Gruber, Paul W.; Medina, Pablo A.; Keoleian, Gregory A.; Everson, Mark P.; Wallington, Timothy J. (октобар 2012). „Global lithium resources: Relative importance of pegmatite, brine and other deposits”. Ore Geology Reviews. 48: 55—69. doi:10.1016/j.oregeorev.2012.05.006.
- Lammert, Christian; Vormann, Boris (2019). Contours of the Illiberal State: Governing Circulation in the Smart Economy (на језику: енглески). Campus Verlag. ISBN 9783593510170.
- Lende, Sebastián Gómez (2017). „Minería metalífera y acumulación por desposesión en Argentina. Categorías de análisis y ejemplos empíricos”. RevIISE: Revista de Ciencias Sociales y Humanas. 10 (10): 219—241. ISSN 2250-5555.
- LOWENSTEIN, TIM K.; LI, JIANREN; HANNA, JEFFREY; KU, TEH-LUNG; LUO, SHANGDE (1998). „80,000-YEAR PALEOCLIMATE RECORD FROM THE ARID ANDES, Salar de Hombre Muerto, ARGENTINA”. Abstracts with Programs - Geological Society of America. Boulder, CO. 30 (7): 115—116. ISSN 0016-7592.
- Marrett, R.A.; Allmendinger, R.W.; Alonso, R.N.; Drake, R.E. (април 1994). „Late Cenozoic tectonic evolution of the Puna Plateau and adjacent foreland, northwestern Argentine Andes”. Journal of South American Earth Sciences. 7 (2): 179—207. Bibcode:1994JSAES...7..179M. doi:10.1016/0895-9811(94)90007-8 .
- Mercado, Alexis; Cordova, Karenia (јануар 2015). „Transformaciones disruptivas de los sistemas tecnológicos de baterías e impulsión automotriz: Desafíos tecnoproductivos para Suramérica” (PDF).  Ур.: Nacif, Federico; Lacabana, Miguel. ABC DEL LITIO SUDAMERICANO. Soberanía, ambiente, tecnología e industria (1 изд.). Ediciones del CCC Centro Cultural de la Cooperación Floreal Gorini; Quilmes: Universidad Nacional de Quilmes. стр. 73—103  — преко ResearchGate.
- Obaya, M.; Céspedes, M. (2021). Análisis de las redes globales de producción de baterías de ion de litio: implicaciones para los países del triángulo del litio", Documentos de Proyectos (LC/TS.2021/58), Santiago (Извештај) (на језику: шпански). Comisión Económica para América Latina y el Caribe (CEPAL).
- Poveda Bonilla, Rafael (9. 6. 2020). Estudio de caso sobre la gobernanza del litio en Chile (Извештај) (на језику: шпански).
- Risse, Andreas; Trumbull, Robert B.; Coira, Beatriz; Kay, Suzanne M.; Bogaard, Paul van den (јул 2008). „40Ar/39Ar geochronology of mafic volcanism in the back-arc region of the southern Puna plateau, Argentina”. Journal of South American Earth Sciences. 26 (1): 1—15. Bibcode:2008JSAES..26....1R. doi:10.1016/j.jsames.2008.03.002.
- Warren, John K. (фебруар 2010). „Evaporites through time: Tectonic, climatic and eustatic controls in marine and nonmarine deposits”. Earth-Science Reviews. 98 (3–4): 217—268. Bibcode:2010ESRv...98..217W. doi:10.1016/j.earscirev.2009.11.004.

## Spoljašnje veze
- Los Vertebrados del Salar del Hombre Muerto